# كلابيات القرون
كُلابيات القرون أو ملقطيات القرون (الاسم العلمي: Chelicerata) هي فوق طائفة من الحيوانات يتبع شعبة مفصليات الأرجل.

## تصنيف
- طائفة عناكب البحر أو سميكات الركبة (الاسم العلمي:Pycnogonida)
- فوق طائفة كلابيات القرون الحقيقية (الاسم العلمي:Euchelicerata)
  - طائفة العنكبوتيات (الاسم العلمي:Arachnida)
  - رتبة سيفيات الذيل (الاسم العلمي:Xiphosura)

## الوصف

### تقسيمة الجسم والقشرة
تعد كلابيات القرون من القشريات وذلك لأنها تتميز بأجساد مقسمة وأطراف مفصلية، ومغطاة بالكامل بقشرة من الكيتين والبروتينات، بينما تتكون الرؤوس من عدة قطاعات والتي تتكون خلال تطور الجنين، وفراغ دموي يتوزع الدم خلاله مدفوعاً بقلب يشبه الأنبوب.
تتكون أجسام كلابيات القرون من مجموعة من القطاعات المنفصلة والتي تخدم وظائف مختلفة، ومع ذلك في العث والقراد لا يوجد تقسيم واضح بين هذه الأجزاء." />
تتكون البروسوما من أجزاء الجنين عن طريق الانصهار مع الأطراف، ويحمل العينين، مع القطع الجسدية من اثنين لسبعة، والتي تمتلك جميعها زوائد مقترنة، في حين يتم فقدان القطعة الأولى خلال تطور الجنين.
يمتلك الجزء الثاني زوج من القرون الكلابية، والزوائد الصغيرة والتي تشكل غالباً كماشة، تمتلك القطعة الثالثة زوج من الزوائد القدمية والتي تمثل عضو الإحساس في الكثير من المفصليات، بينما تمتلك القطع الأربعة المتبقية أزواج من السيقان.
ويوجد الفم بين القطعتين الثانية والثالثة.
تتكون الأوبسيثوما من إثني عشر قطعة أو أقل والتي تشكل عادةً مجموعتين، ميسوسوما من سبع قطع، وميتاسوما من خمسة قطع، ثم تنتهي بجزء نهائي يشبه الخنجر.تكون الزوائد الباطنية في كلابيات القرون الحديثة مفقودة أو معدلة جداً.
على سبيل المثال في العناكب تمثل الزوائد المتبقية المغازل التي تفرز الحرير، في حين أن الزوائد التي تشبه حدوة الحصان في سرطان البحر تمثل الخياشيم.
وعلى غرار جميع المفصليات، تغطي أجسام كلابيات القرون قشرة صلبة من الكيتين والبروتينات المتصلبة كيميائياً، وحيث أنه لا يمكن لهذه القشرة أن تتمدد، فإنها يجب أن تذوب حتى يتمكن الحيوان من النمو.
أو بكلمات أخرى، تمتلك كلابيات القرون الكثير من القشرة ولكنها لا تزال طرية، حين تلقي المفصليات القشرة القديمة تنمو الجديدة ولكنها تستغرق المزيد من الوقت لتتصلب.
وحتى تتصلب البشرة الجديدة للحيوان يظل منعزلاً ولا يستطيع الدفاع عن نفسه.

### التغذية والهضم
تعد القناة الهضمية للعديد من كلابيات القرون الحديث ضيقة جداً لتتناول الطعام الصلب، حيث جميع العقارب وجميع العناكب تقريباً تقوم بعملية ما قبل الطعام في تجويف ما قبل الفم بواسطة القرون الكلابية ونهايات عضو الإحساس، ومع ذلك فهناك نوع واحد من العناكب العاشبة معروف حتى الآن، وكثير منها تكمل غذائها بواسطة الرحيق وحبوب اللقاح.
بينما تعيش القراد والعث على مص الدم، ولكن هناك بعض المجموعات الفرعية التي يمكن أن تكون مفترسة، أو عاشبة، أو نابشة للفضلات.
- كود سباركل
- تحديث القائمة

طائفة:عنكبوت البحر 
اسم علمي: Pycnogonida

طائفة:عنكبيات 
اسم علمي: Arachnida

طائفة:وركيات الفم 
اسم علمي: Merostomata